# 安徽广播电视台综艺·体育频道
安徽广播电视台综艺·体育频道，是安徽广播电视台旗下的一条电视频道。成立于2021年。